# レカーレ
レカーレ（伊: Recale）は、イタリア共和国カンパニア州カゼルタ県にある、人口約7,700人の基礎自治体（コムーネ）。

## 地理

### 位置・広がり

#### 隣接コムーネ
隣接するコムーネは以下の通り。
- カポドリーゼ
- カザジョーヴェ
- カザプッラ
- カゼルタ
- マチェラータ・カンパーニア
- ポルティコ・ディ・カゼルタ
- サン・ニコーラ・ラ・ストラーダ

### 気候分類・地震分類
レカーレにおけるイタリアの気候分類 (it) および度日は、zona C, 918 GGである。
また、イタリアの地震リスク階級 (it) では、zona 2 (sismicità media) に分類される。

## 姉妹都市
- ボヴィーノ、イタリア